# Loca (песня Шакиры)
«Loca» (с исп. — «Сумасшедшая») — песня колумбийской певицы Шакиры с её седьмого студийного альбома «Sale el Sol» (2010). Он был выпущен звукозаписывающей компанией «Epic Records» в качестве ведущего сингла с альбома. Релиз испаноязычной версии, записанной вместе с доминиканским рэпером Эль Катой состоялся 10 сентября 2010 года, в то время как англоязычная версия была записана при участии британского рэпера Диззи Раскала и была выпущена спустя три дня после испаноязычной. Сингл был написан и спродюсирован Шакирой, в её создании в качестве авторов также выступили Эль Ката, Pitbull и Диззи Раскал. Музыкальный стиль «Loca» можно отнести к латиноамериканской поп-музыке и меренге, слова песни описывают эксцентричное увлечение Шакиры мужчиной. В августе 2014 года старший окружной судья США установил, что «Loca» была опосредованно заимствована из песни «Loca con su Tiguere», написанной в середине 1990-х годов доминиканским композитором Рамоном «Ариасом» Васкесом. Дело было прекращено в августе 2015 года после того, как было установлено, что Васкес сфабриковал доказательства, которые он представил в суде.
После своего выхода «Loca» получила преимущественно положительные отзывы музыкальных критиков, которые похвалили включение музыки меренге в эту запись. Английская версия песни имела мировой коммерческий успех и достигла высшей позиции в ведущих чартах пяти стран, включая Австрию, Бельгию, Францию, Венгрию и Италию. Испанская версия достигла первого местах в хит-парадах Испании и Швейцарии, а также стала хитом в латиноамериканских чартах и в США, возглавив чарты Billboard Hot Latin Songs, Latin Pop Airplay и Latin Tropical Airplay. «Loca» получила сертификации в различных странах мира, включая бриллиантовую в Колумбии и мультиплатиновые сертификации в Италии, Мексике и Испании. Сингл был продан тиражом более 5 миллионов копий по всему миру и считается самой продаваемой песней меренге всех времён.
Музыкальный видеоклип на песня «Loca» был снят в Барселоне (Испания) в августе 2010 года и выпущен в следующем месяце. В нём Шакира взаимодействует с толпой отдыхающих на пляже и танцует на фоне моря в золотом бикини. Он вызвал положительные отзывы у музыкальных критиков, многие из которых хвалили его концепцию за соответствие вибрации песни. Для дополнительной раскрутки Шакира исполнила «Loca» на нескольких телевизионных шоу и в своём туре «The Sun Comes Out World Tour».

## История и описание
«Loca» была написана американским рэпером Армандо Пересом, более известным под сценическим псевдонимом Pitbull, доминиканским рэпером Эдвардом Бельо, известным как Эль Ката, и Шакирой для её девятого студийного альбома «Sale el Sol» (2010). Альбом ознаменовал первый раз, когда Шакира работала с Эль Катой, и их сотрудничество началось после того, как Шакира выразила своё желание экспериментировать с музыкой меренге, заявив: «Я выросла, слушая меренге — это была большая часть моей жизни, и я скучаю по ней». Меренге — это разновидность музыки и танца, происходящая из Доминиканской Республики, и после того, как американский рэпер Pitbull посоветовал певице Эль Кату, Шакира отправилась в его страну и начала делать с ним записи в его «крошечной» студии в Санто-Доминго. Эль Ката отозвался о своём сотрудничестве с Шакирой следующим образом: «Если бы мне кто сказал, что эта маленькая студия будет в это время в поле зрения всего мира, я бы не поверил этому». «Loca» — латиноамериканская поп-песня, состоящая из тяжёлых трубных ритмов меренги в сочетании с техно-танцевальными ударными ритмами. Слова песни описывают то, как Шакира выражает своё сумасбродное и навязчивое поведение по отношению к своему возлюбленному, в большей степени, чем его другая возлюбленная, что отчетливо прослеживается в строках «она бы умерла за твою любовь / но твоя любовь только моя, парень» и «я сумасшедшая, но тебе это нравится».
В альбом были включены две версии песни: англоязычная включала вокал английского рэпера Диззи Раскала (который также написал тексты своих партий), а испаноязычная версия была создана при участии Эль Каты. Говоря о сотрудничестве, Dizzee Rascal сказал, что «я знаю, что сейчас это звучит немного безумно, но вы увидите это и увидите, что получилось». Он далее сказал: «Это делает меня каким-то другим человеком, немного меренге». В интервью «Billboard» Диззи Раскал сказал о Шакире, что «она частично является законодательницей моды — она делает множество разных вещей с большим размахом» и добавил: «Вы ожидали, что она пригласит американского рэпера [для песни], но она выбрала меня. Это очень много значило». Затем он высказался о песне следующим образом: «Я хотел бы быть на этом испанском рынке. Когда всё это вышло, я занялся всем этим реггетоном, так что мне всегда хотелось заняться чем-либо подобным». «Loca» стала главным синглом альбома «Sale el Sol». Испанская версия песни с участием Эль Каты была выпущена 10 сентября 2010 года, английская же версия с участием Диззи Раскала была представлена три дня спустя.

### Дело о плагиате
19 августа 2014 года Элвин Хеллерштейн, старший судья Федерального окружного суда Южного округа Нью-Йорка, пришёл к выводу, что испанская версия «Loca» была опосредованно заимствована из песни «Loca con su Tiguere», написанной в середине 1990-х годов доминиканским композитором Рамоном «Ариасом» Васкесом. Он засвидетельствовал, что познакомился с Эдвардом Бельо (Эль Катой) в 2006 году и познакомил его с двумя своими песнями, включая «Loca con su Tiguere». По словам Васкеса, Бельо был впечатлён песней и попросил его записать её. Однако Бельо утверждал, что песня изначально принадлежала ему и была основана на его отношениях с бывшей женой, противореча утверждению Васкеса, что «Loca con su Tiguere» была основана на отношениях его сестры с крутым уличным парнем. Хеллерштейн принял решение в пользу Васкеса и пришёл к выводу, что обе песни схожи по структуре и ритму. Поскольку в испанской версии «Loca» Бельо исполняет многочисленные фрагменты, судья решил, что она тоже является заимствованием из песни Васкеса. После судебного решения «SonyATV Latin» и «Sony/ATV Discos» (дистрибьюторы испанской версии «Loca» в США) должны были выплатить убытки «Mayimba Music», владельцу прав на песню Васкеса и истцу в судебном процессе.
10 августа 2015 года дело было прекращено Хеллерштейном после того, как «Sony Music» представила новые доказательства того, что Васкес сфабриковал кассету, которую он ранее предъявил в суде, чтобы доказать, что песня была первоначально записана им. Хеллерштейн сказал, что доказательства, представленные Sony Music, дали «квалифицированное и весомое доказательство» того, что кассета была поддельной.

## Критика
После своего выхода «Loca» получила преимущественно положительные отзывы музыкальных критиков. Рецензент из «Billboard» похвалил Шакиру за то, что она продемонстрировала свой непредсказуемый музыкальный выбор, заставив Диззи Раскала петь под ритм меренги, который они назвали «резкой комбинацией». Роберт Копси из «Digital Spy» также положительно отозвался о песне и назвал её «странной, но очень приятной». Дженнифер Шаффер из «Stanford Daily» отметила рэп Диззи Раскала как кульминационную часть песни. Джеймс Рид из «The Boston Globe» назвал «Loca» «неотразимым гибридом меренги» и счёл испанскую версию песни важнейшим треком в альбоме. Мишель Моргант, также из «The Boston Globe», была впечатлена эффектностью песни как в испанской, так и в английской версии, которая, как она оценила, «потерялась в нескольких других попытках Шакиры переходить с языка на язык». Эллисон Стюарт из «The Washington Post», однако, утверждала, что между двумя версиями песни была «небольшая ощутимая разница».
Испанская версия сингла была номинирована на премию Billboard Music Awards 2011 в номинации «Лучшая латиноамериканская песня». Две другие песни Шакиры, «Gypsy» и «Waka Waka (This Time for Africa)», также были номинированы, и премия в итоге была присуждена «Waka Waka (This Time for Africa)». В том же году, на Billboard Latin Music Awards, испанская версия «Loca» была номинирована на премии «Горячая латиноамериканская песня года, вокал» и «Латиноамериканская цифровое скачивание года», но проиграла в обеих. На церемонии вручения премий Premios 40 Principales 2011 года, испанская версия сингла была номинирована на премию «Лучшая международная песня на испанском языке» (исп. Mejor Canción Internacional en Español). Она также была номинирована как «Самая запоминающаяся мелодия» (исп. La Más Pegajosa) и «Мой рингтон» (исп. Mi Ringtone) на премии Premios Juventud, но проиграла в обе категории песне американского рэпера Pitbull «Bon, Bon». Английская версия песни была номинирована как «Лучший латиноамериканский/трек в стиле реггетон» на 26-й ежегодной Международной премии танцевальной музыки в 2011 году.

## Коммерческие показатели
Английская версия «Loca» имела мировой коммерческий успех. После дебюта на 17-м месте в австрийском чарте синглов, она достигла в нём второго места и провела в общей сложности 20 недель в чарте. В Австрии сингл был сертифицирован золотым Международной федерацией производителей фонограмм (IFPI), более 15 000 проданных копий. Во франкоязычном регионе Валлония в Бельгии «Loca» достигла вершины чарта Ultratop в течение двух недель и провела в сумме 26 недель в этом чарте. «Loca» стала четвёртым синглом Шакиры, достигшим первого места в Бельгии. Бельгийская ассоциация развлечений (BEA) сертифицировала сингл золотым с 10 000 проданных копий. «Loca» также занимала первое место в чешском чарте Airplay семь недель подряд. Во Франции песня дебютировала в чартах синглов на четвёртой позиции и достигла второго места, проведя в общей сложности 49 недель в этом чарте. Зато «Loca» удалось покорить вершину французского чарта цифровых песен. «Loca» стала восьмым самым продаваемым синглом в 2010 году во Франции, с продажей 143 337 копий. В Венгрии высшей позицией для «Loca» стало четвёртое место как в чарте синглов, так и в танцевальном хит-параде. Песня вошла в топ-20 итальянского чарта синглов под номером один, став первым синглом Шакиры со времен «Beautiful Liar», совершившим подвиг, оставаясь на вершине чарта в течение шести недель. В Италии «Loca» был сертифицирован дважды платиновым Итальянской федерацией звукозаписывающей индустрии (FIMI) с продажей в 60 000 копий. В США «Loca» достигла 32-го места в чарте Billboard Hot 100. В чарте Hot Dance Club Songs он стал первым синглом Шакиры после «Did It Again» (2009) достигшим первого места.
Испанская версия «Loca» достигла второго места в чарте Monitor Latino в Мексике и была сертифицирован дважды платиновым Мексиканской ассоциацией производителей фонограмм (AMPROFON) с продажами в 120 000 копий. «Loca» вошла в испанский сингловый чарт под номером 10 и достигла первого места в течение 12 недель. Сингл оставался в нём в общей сложности 47 недель и был сертифицирована дважды платиновым Productores de Música de España (PROMUSICAE) с продажей 80 000 единиц. Песня вошла в швейцарский сингловый чарт под номером два и достигла первой позиции в течение четырёх недель, проведя в этом чарте 40 недель. В Швейцарии IFPI сертифицировал «Loca» платиновым (30 000 проданных копий). Испанская версия сингла стала успешным хитом в латиноамериканских чартах США. Он достиг первого места в Billboard Hot Latin Songs, а также покорила вершины чартов Latin Pop Airplay и Tropical Songs. «Loca» была восемнадцатым синглом Шакиры в топ-10 чарта Hot Latin Songs, что сделало её третьей в рейтинге женщин-исполнительниц с самым большим количеством топ-10 синглов в чарте, после Глории Эстефан и Аны Габриэль.

## Музыкальное видео
Музыкальный клип был снят недалеко от пляжей в Барселоне (Испания) в августе 2010 года, его режиссёром выступил Жауме де Лайгуана, который ранее работал с Шакирой над клипами для песен «No» и «Gypsy». Музыкальное видео было снято в «партизанском стиле», с использованием ручных камер для съёмок значительного количества сцен. Шакира рассказывала о видео, отметив: «Я решила просто сделать что-то более спонтанное, и быть самой собой, быть свободной и не стесняться этого, потому что именно об этом эта песня». Музыкальный видеоклип был выпущен 29 сентября 2010 года, и испанская и английская версии видео были отдельно выпущены на iTunes 11 октября и 13 октября 2010 года соответственно.
Видео начинается с того, что Шакира катается на роликах с большим количеством своих поклонников, окружающих её. После скитаний по городу, включая многочисленные сцены танцев, она публично меняет свою одежду и присоединяется к случайно встретившейся группе мотоциклистов. Далее она танцует и прыгает в фонтан на площади Пла-де-Палау. Во время следующего куплета она исполняет танец живота с мужчиной на пляже, а ближе к концу видео она ныряет в море вместе со многими своими поклонниками и веселится. С этими сценами спонтанного поведения Шакиры перемежаются кадры с танцами Шакиры в бикини с золотыми треугольниками и в золотых брюках с блёстками. Диззи Раскал также появляется в видео во время своего отрывка песни.
Уолтер Фрейзер из «Billboard» положительно оценил видеоклип и безумие Шакиры в этом видео. Джеймс Монтгомери с MTV дал видео очень позитивный отзыв, назвав его «редким видео», которое прекрасно дополняет природу песни. Музыкальный видеоклип «Loca» был номинирован как «Лучший короткометражный музыкальный клип» на 12-й премии Latin Grammy Awards в 2011 году, но проиграло видео пуэрто-риканской группы Calle 13 «Calma Pueblo». На церемонии вручения колумбийской премии Premios Nuestra Tierra в 2011 году музыкальное видео получило награду «Лучший музыкальный клип для колумбийского исполнителя» (исп. Mejor Video Musical Para Artista Colombiano). Он также был номинирован как «Моё любимое видео» (исп. Mi Video Favorito) на Premios Juventud. Видеоклип стал популярным на видеохостинге YouTube, и был отмечен премией «Vevo Certified» от музыкального видеохостинга Vevo, как набравший более 100 миллионов просмотров.

## Живое исполнение
Шакира впервые вживую исполнила английскую версию «Loca» 23 сентября 2010 года в телепрограмме «Позднее шоу с Дэвидом Леттерманом». Шакира появилась также в тв-шоу «Lopez Tonight», где говорила о песне и обучала её ведущего Джорджа Лопеса танцевальным шагам из клипа. Она исполнила его также на американском «Dancing With the Stars» 19 октября — в день выхода альбома. Шакира также исполнила песню 9 ноября того же года в финале немецкой версии конкурса «The X-Factor».
Шакира впервые исполнила эту песню вместе с Диззи Раскалом на церемонии MTV Europe Music Awards 2010 7 ноября. Габи Грегг из MTV отметила это выступление как лучшее на церемонии, восхваляя танцевальные движения Шакиры и отмечая, что «она в реальной действительности звучит так же живо, как и в записи». Джиллиан Мейпс из «Billboard» включила это выступление в свой список «5 обязательных к просмотру моментов на MTV European Music Awards 2010». Шакира исполнила испанскую версию песни в прямом эфире во время 12-й церемонии вручения Латинской премии. «Loca» была включена в сет-лист её мирового тура «The Sun Comes Out World Tour», проходившего в 2010 и 2011 годах. Во время представления песни Шакира надевала пару неоновых штанов с леопардовым принтом и исполняла танцевальную программу с «замысловатой и городской хореографией». 25 октября 2010 года Шакира покидала парковку Honda Centre в Калифорнии после концерта, но вышла из своего лимузина и исполнила «Loca» с двумя танцорами на крыше автомобиля.

## Форматы и списки треков
Цифровое скачивание (английская версия)
1. «Loca» (с Диззи Раскалом) — 3:11

Цифровое скачивание (испанская версия)
1. «Loca» (с Эль Катой) — 3:04

CD-сингл
1. «Loca» (с Диззи Раскалом) — 3:11
2. «Loca» (с Диззи Раскалом) (Gucci Vump aka Brodinski & The Shoes Discothèque Remix) — 4:07

Цифровой мини-альбом
1. «Loca» (с Диззи Раскалом) (JS Mix) — 3:13
2. «Loca» (с Диззи Раскалом) (Sticky Drums Remix By Gucci Vump Aka Brodinski and the Shoes) — 3:14
3. «Loca» (с Диззи Раскалом) (Freemasons Radio Edit) — 3:01
4. «Loca» (с Диззи Раскалом) (Music Video) — 3:24

## Чарты
| Чарт (2010—2011)                    | Высшая позиция |
| ----------------------------------- | -------------- |
| Австрия (Ö3 Austria Top 40)         | 2              |
| Бельгия/Фландрия (Ultratop 50)      | 3              |
| Бельгия/Валлония (Ultratop 50)      | 1              |
| Канада (Billboard Canadian Hot 100) | 36             |
| Чехия (Rádio — Top 100)             | 1              |
| Дания (Tracklisten)                 | 12             |
| Нидерланды (Single Top 100)         | 55             |
| Финляндия (Suomen virallinen lista) | 11             |
| Франция (SNEP)                      | 2              |
| Германия (GfK)                      | 6              |
| Венгрия (Rádiós Top 40)             | 17             |
| Венгрия (Single Top 40)             | 4              |
| Венгрия (Dance Top 40)              | 4              |
| Италия (FIMI)                       | 1              |
| Польша (Polish Airplay Top 100)     | 1              |
| Польша (Video Chart)                | 1              |
| Румыния (Romanian Top 100)          | 1              |
| Румыния (Romania TV Airplay)        | 1              |
| Словакия (Rádio — Top 100)          | 2              |
| Испания (PROMUSICAE)                | 1              |
| Швеция (Sverigetopplistan)          | 20             |
| Швейцария (Schweizer Hitparade)     | 1              |
| США (Billboard Hot 100)             | 32             |
| США (Billboard Dance Club Songs)    | 1              |
| США (Billboard Hot Latin Songs)     | 1              |
| США (Billboard Tropical Airplay)    | 1              |

| Чарт (2010)                      | Позиция |
| -------------------------------- | ------- |
| Austrian Singles Chart           | 38      |
| Belgian Flanders Singles Chart   | 45      |
| Belgian Walloon Singles Chart    | 26      |
| French Singles Chart             | 8       |
| French Download Chart            | 5       |
| Germany (Official German Charts) | 63      |
| Spanish Singles Chart            | 7       |
| Swedish Singles Chart            | 70      |
| Swiss Singles Chart              | 16      |
| U.S. Latin Songs                 | 53      |

| Чарт (2011)                   | Позиция |
| ----------------------------- | ------- |
| Belgian Walloon Singles Chart | 40      |
| French Singles Chart          | 28      |
| Greek Airplay Chart           | 42      |
| Hungarian Airplay Chart       | 81      |
| Romanian Top 100              | 14      |
| Russia Airplay (Tophit)       | 63      |
| Spanish Singles Chart         | 10      |
| Swiss Singles Chart           | 46      |
| Ukraine Airplay (Tophit)      | 111     |
| U.S. Hot Dance Club Songs     | 44      |

### Чарты всех времён
| Чарт                              | Позиция |
| --------------------------------- | ------- |
| Switzerland (Schweizer Hitparade) | 281     |

## Сертификации
| Регион | Сертификация  | Продажи   |
| --- | ------------- | --------- |
| Австрия (IFPI Austria)                                                                                                   | Золотой       | 15 000*   |
| Бельгия (BEA) | Золотой       | 15 000*   |
| Бразилия (ABPD) | Золотой       | 30 000*   |
| Дания (IFPI Danmark) | Золотой       | 15 000^   |
| Германия (BVMI) | Золотой       | 150 000^  |
| Италия (FIMI) | 2× Платиновый | 60 000*   |
| Мексика (AMPROFON) | 2× Платиновый | 120 000*  |
| Испания (PROMUSICAE) | 2× Платиновый | 80 000*   |
| Швеция (GLF) | Золотой       | 20 000    |
| Швейцария (IFPI Switzerland)                                                                                             | Платиновый    | 30 000^   |
| Итого |               |           |
| Весь мир | —             | 5,000,000 |
| * Данные о продажах приведены только на основе сертификации. ^ Данные о тиражах приведены только на основе сертификации. |               |           |

## История релиза
| Регион     | Дата             | Формат           | Лейбл        |
| ---------- | ---------------- | ---------------- | ------------ |
| Австрия    | 10 сентября 2010 | Digital download | Epic Records |
| Бельгия    | 10 сентября 2010 | Digital download | Epic Records |
| Дания      | 10 сентября 2010 | Digital download | Epic Records |
| Финляндия  | 10 сентября 2010 | Digital download | Epic Records |
| Италия     | 10 сентября 2010 | Digital download | Epic Records |
| Нидерланды | 10 сентября 2010 | Digital download | Epic Records |
| Норвегия   | 10 сентября 2010 | Digital download | Epic Records |
| Португалия | 10 сентября 2010 | Digital download | Epic Records |
| Испания    | 10 сентября 2010 | Digital download | Epic Records |
| Швеция     | 10 сентября 2010 | Digital download | Epic Records |
| Швейцария  | 10 сентября 2010 | Digital download | Epic Records |
| США        | 10 сентября 2010 | Digital download | Epic Records |
| Канада     | 4 октября 2010   | Digital download | Epic Records |
| США        | 12 октября 2010  | Airplay          | Epic Records |
| Германия   | 5 ноября 2010    | CD-сингл         | Epic Records |
| Франция    | 1 декабря 2010   | CD-сингл         | Epic Records |